# 吳熙曾 (嘉慶進士)
吳熙曾（1775年—1807年），字緝文，號穆齋，山東海豐人，清代嘉慶年間進士。

## 生平
吳熙曾爲嘉慶五年（1800年）庚申恩科舉人，次年聯捷辛酉恩科二甲第三十三名進士。選翰林院庶吉士，散館授編修。嘉慶十年（1804年）任乙丑科會試同考官。還曾充任實錄館、國史館、武英殿纂修官。誥授奉直大夫，五品銜。著有《少頤詩稿》。嘉慶十三年（1807年）去世，年僅33歲。

## 家庭
吳熙曾出身名門望族，爲海豐吳氏第十六世。祖父吳垣，乾隆十七年（1752年）舉人，官至湖北巡撫。父親吳之承，乾隆三十五年（1770年）舉人，江蘇海門同知。胞兄吳侍曾，嘉慶十三年（1808年）進士，吏部主事。